# Shivneri-Fort

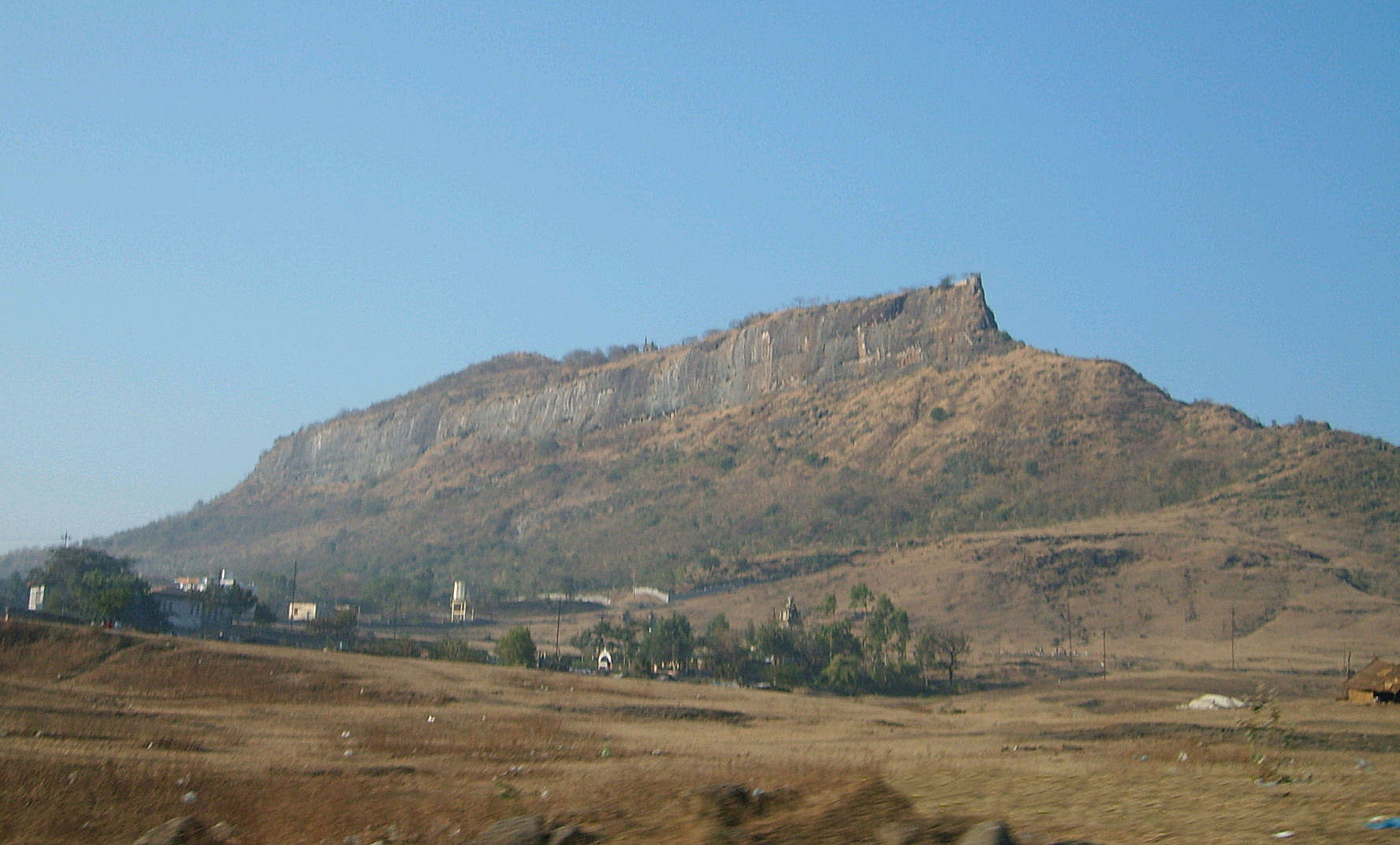
Shivneri-Fort

Das Shivneri-Fort ist eine Festungsanlage (fort) des 17. Jahrhunderts bei der Stadt Junnar im indischen Bundesstaat Maharashtra. Es ist der Geburtsort des Marathen-Führers Shivaji (1630–1680) und steht – zusammen mit anderen Festungsanlagen der Marathen – seit dem Jahr 2021 auf der Tentativliste des UNESCO-Welterbes.

## Lage

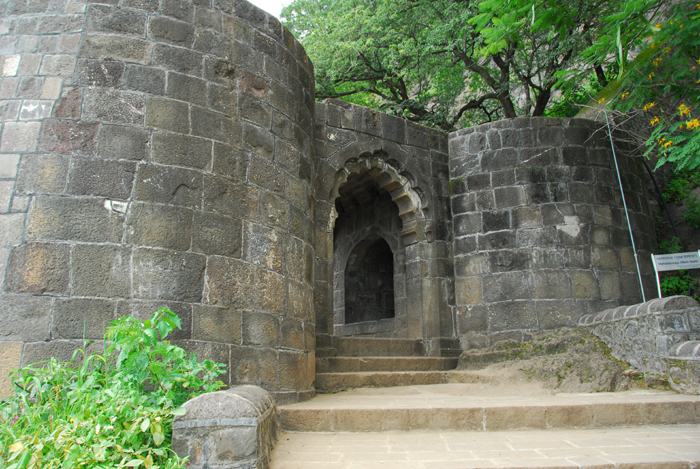
Torbau (restauriert)

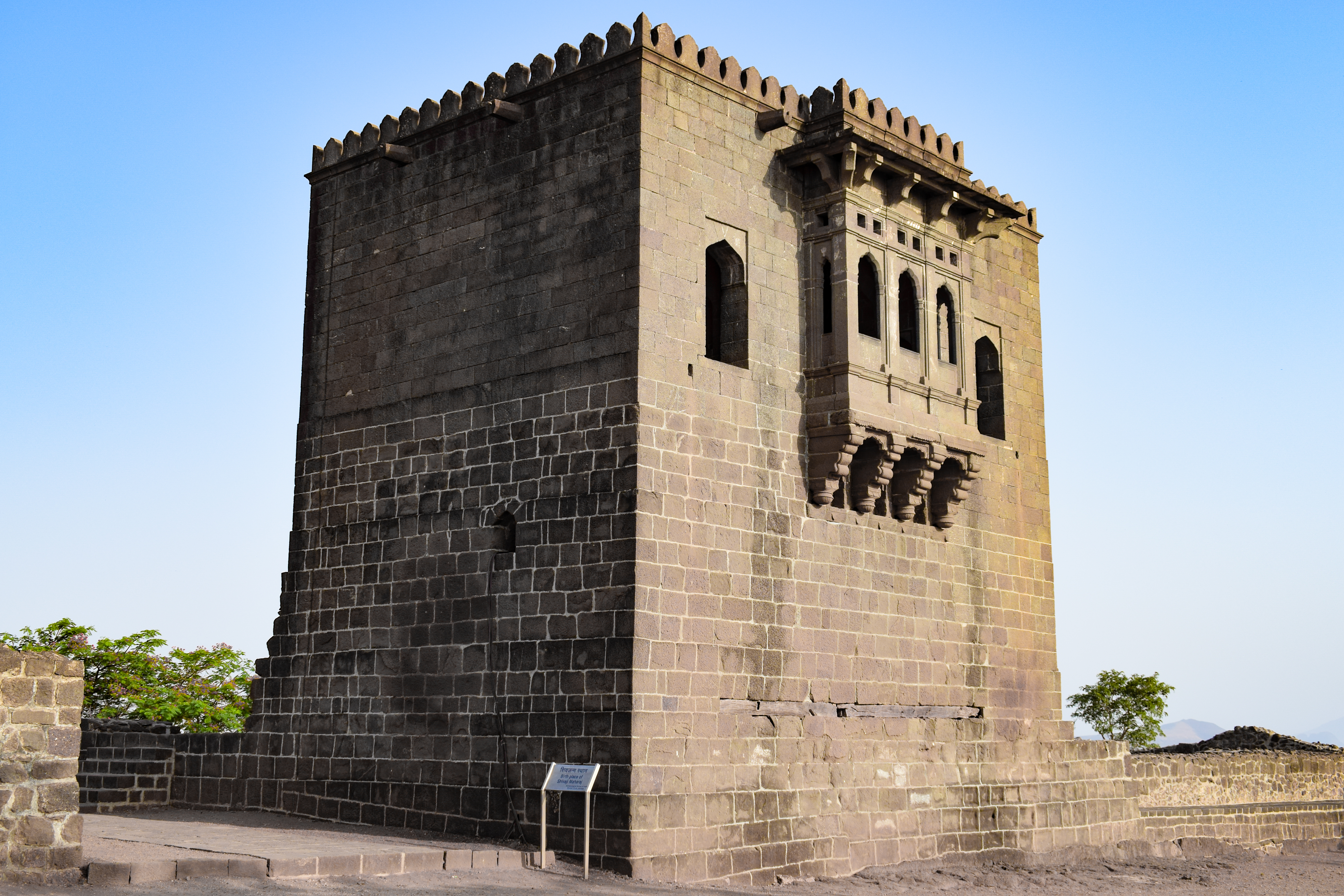
Shivajis Geburtshaus (restauriert)

Das Shivneri-Fort liegt etwa 300 m über dem Umland auf einer 1024 m hohen Bergkuppe gut 3 km (Fußweg) südwestlich der Stadt Junnar.

## Geschichte
Der Platz war möglicherweise schon im 1. Jahrhundert besiedelt; es haben sich Reste von buddhistischen Felshöhlen erhalten. Über die Jahrhunderte war es im Besitz mehrerer Herrschergeschlechter, bis es im 16. Jahrhundert unter die Kontrolle der Nizams von Ahmednagar kam, in deren Diensten seit 1595 der Großvater von Shivaji stand. Im Jahr 1600 kam es unter die Herrschaft der Moguln. Shivaji versuchte mehrfach vergeblich, das Fort zurückzuerobern, doch gelang dies erst seinem späteren Nachfolger Shahu I. im Jahr 1716. Nach dem Dritten Marathenkrieg kam das Fort im Jahr 1820 unter britische Kontrolle.

## Bauten
Die Fortanlage ist weitgehend zerstört; das große Zisternenbecken hält kein Wasser mehr. Lediglich ein Torbau und das angebliche Geburtshaus Shivajis wurden um das Jahr 1925 von den Briten restauriert. Zum Fort gehört auch ein tempelähnlicher Bau im europäischen Stil mit den Statuen Shivajis und seiner Mutter.